# Sousoší Nejsvětější Trojice (Rájec)
Sousoší Nejsvětější Trojice stojí na návsi v obci Rájec v okrese Šumperk. Je chráněno jako kulturní památka ČR.

## Historie
Sloup se sousoším Nejsvětější Trojice nechali na své náklady postavit manželé Josef a Anna Chrastilovi z Rájce v roce 1892. Sousoší vytvořil sochař Josef Kubitsek ze Starého Maletína. V den svatých věrozvěstů Cyrila a Metoděje 5. července 1894 bylo sousoší posvěceno děkanem ze Zvole Vincencem Tesařem. V letech 1999–2000 bylo sousoší restaurováno kamenosochaři z Olomouce. V roce 2003 bylo sousoší Ministerstvem kultury České republiky prohlášeno za kulturní památku ČR. V roce 2020 bylo provedeno restaurování sloupu sousoší, které bylo podpořeno finanční dotací z Programu památkové péče v Olomouckém kraji.

## Popis
Na dvojstupňovém podstavci čtvercového půdorysu je posazen osmihran, který je v dolních rozích rozšířen o nízké nárožní jehlany. Na něj nasedá sokl o stejném půdorysu, který má ve stěnách plytké obdélníkové výklenky. V čelní straně je vsazena žulová tabulka s textem:
„Sousoší Nejsvětější Trojice / bylo postaveno v roce / 1892 / na náklady manželů / Josefa a Anny Chrastilových / z Rájce, čp. 32 a předáno / do opatrovnictví obce Velkorájecké. / Na přelomu let 1999 a 2000 / bylo sousoší opraveno, / částečně nákladem obce / a částečně nákladem občanů, / prostřednictvím dobrovolné / obecní sbírky. / Obci Rájec bylo sousoší Nejsvětější Trojice předáno / po opravě v dubnu roku 2000. / Opravy prováděli / Lubomír Tesák a Martin Beneš / – kamenosochaři z Olomouce. / Tabulku s nápisem vyhotovil / Jan Malucha – kamenosochař ze Zábřeha.“
Sokl je ukončen jednoduchou římsou, na které je postaven oktogonální pilíř nahoru se zužující. Ve spodní části je zahlouben výklenky asi do jedné třetiny a od další části je oddělena obíhající profilovanou římsou. Sloup je zakončen akantovou hlavicí s římsou, na kterou nasedá podesta se sousoším Nejsvětější Trojice. Na náznakově provedených oblacích je velká koule představující Zemi. Na ní sedí dvě mužské postavy. Vpravo žehnající Bůh Otec, vlevo Kristus držící velký kříž, jehož pata se opírá o zeměkouli. Kristus levým ukazováčkem poukazuje na utrpení na kříži. Uprostřed nad nimi je velké slunce z pozlaceného plechu a s holubicí uprostřed, která zobrazuje Ducha svatého.
Na sloup se sousoším byl požit maletínský pískovec.